# 캐스팅 (프로게이머)
캐스팅(본명: 신민제, 2003년 10월 30일 ~ )는 대한민국의 리그 오브 레전드 프로게이머로 아이디는 Casting이다. 포지션은 탑 라이너이다.

## 선수 생활
2021년 5월, AF Academy에 입단하면서 선수 생활을 시작했다.
2022년 4월, GEN Academy로 팀을 옮겼다.
2023시즌을 앞두고 Gen.G 글로벌 아카데미(2군)로 콜업되면서 프로 커리어를 시작했다.
2024시즌을 앞두고 KT 롤스터 2군과 계약을 체결했다. 스프링 파이널 MVP와 스프링 우승을 달성했다. 서머 우승을 달성했다. LCK 1번 시드 자격으로 진출한 ASCI 2024에서 우승을 달성했다.

## 소속팀
| # | 팀명                  | 소속 기간               | 소속 리그 | 비고 |
| - | --------------------- | ----------------------- | --------- | ---- |
| 1 | AF Academy            | 2021.05.13 ~ 2021.07.15 |           |      |
| 2 | GEN Academy           | 2022.04.04 ~ 2022.12.15 | LCK       |      |
| 3 | Gen.G 글로벌 아카데미 | 2022.12.15 ~ 2023.11.21 | LCK       |      |
| 4 | KT 롤스터             | 2024.01.03 ~            | LCK       |      |

## 수상 내역
- 2024 LCK 챌린저스 리그 스프링 파이널 최우수 선수
- 2024 LCK 챌린저스 리그 스프링 우승
- 2024 LCK 챌린저스 리그 서머 우승
- 아시아 스타 챌린저스 인비테이셔널 2024 우승